# Antoneta Dhima
Antoneta Dhima (ur. 5 czerwca 1970 w Fierze) – posłanka do Zgromadzenia Albanii z ramienia Socjalistycznej Partii Albanii.

## Życiorys
W 2017 roku została deputowaną do albańskiego parlamentu z ramienia Socjalistycznej Partii Albanii.